# Goryōkaku

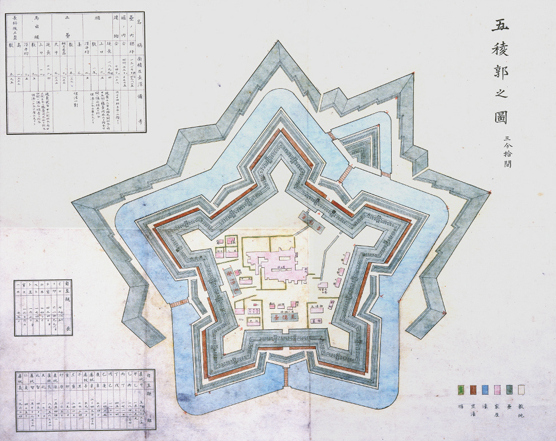
Plan du Goryōkaku.

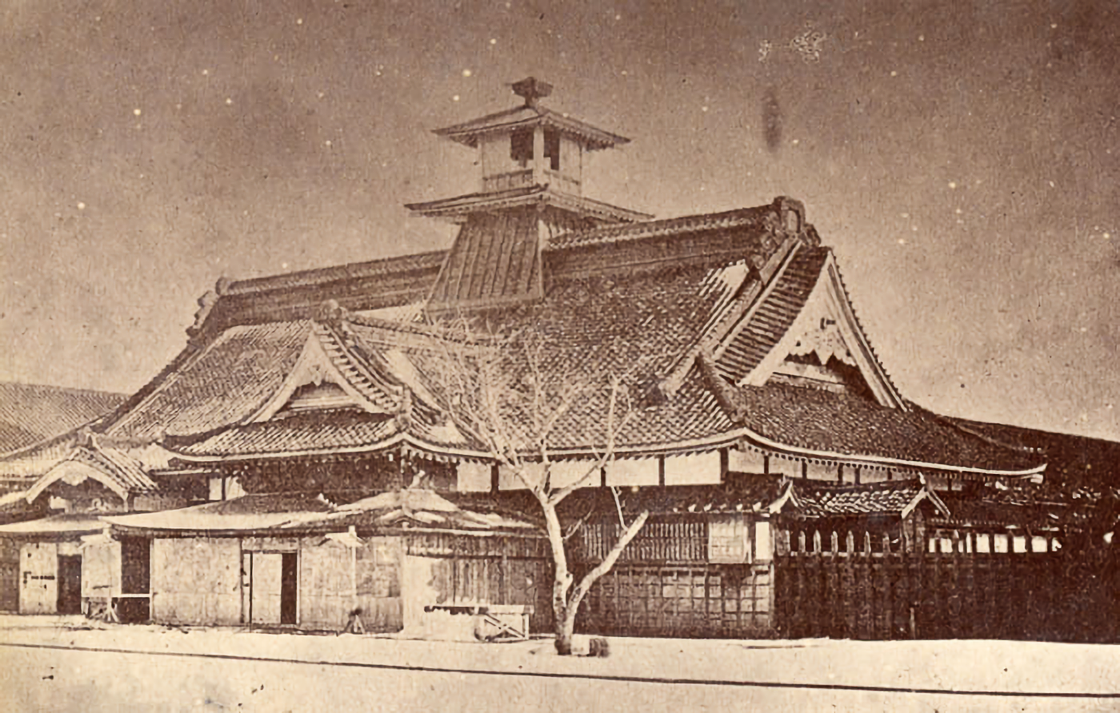
Le hall gouvernemental situé dans la forteresse.

Goryōkaku (五稜郭, Goryōkaku) est une forteresse située dans la ville de Hakodate au Japon. Elle a été la principale forteresse de la république indépendante d'Ezo.

## Histoire
Construite par le shogunat des Tokugawa de 1857 à 1866, cette forteresse était située au centre du port de Hakodate. Construite sur le plan d'une étoile à cinq branches inspiré de la Citadelle de Lille,, cette bâtisse permettait de réduire le nombre de points fragiles qu'un canon pourrait viser. La forteresse a été dessinée par Takeda Ayasaburō.
Le Goryōkaku est le site célèbre de la dernière bataille de la guerre de Boshin. Les troupes du shogun constituées de 2 000 soldats s'y étaient abritées avant de se rendre face aux forces impériales japonaises après une bataille d'une semaine. La forteresse a alors été fortement endommagée.
Aujourd'hui, le Goryōkaku est un parc et est classé site historique. Le musée de la ville de Hakodate y est situé. De plus, le parc est un endroit apprécié pour le hanami.